# Eldar Reazanov
Eldar Aleksandrovici Reazanov (în rusă Эльда́р Алекса́ндрович Ряза́нов; n. 18 noiembrie 1927, gubernia Samara⁠(d), RSFS Rusă, URSS – d. 30 noiembrie 2015, Moscova, Rusia) a fost un regizor și scenarist rus, cunoscut pentru filmele de comedie pe care le-a relizat și au devenit foarte populare în Uniunea Sovietică și Rusia.
În 1984 a primit titlul de Artist al Poporului din URSS, iar în 1977 Premiul de stat al URSS. În anul 1991 a câștigat Premiul Nika pentru cel mai bun regizor. 
Printre cele mai faimoase filme ale sale sunt Noapte de carnaval (1955), Balada husarilor (1962), Feriți-vă automobilul! (1966), Incredibilele aventuri ale unor italieni în Rusia (1973) Ironia soartei (1975), Dragoste și... statistică (1977), Garajul (1979), Gară pentru doi (1982) și Fata fără zestre (1984).
Pe 21 noiembrie 2015, Eldar Reazanov a fost internat la spital, iar în noaptea dintre 29 și 30 noiembrie, aproape de miezul nopții (ora Moscovei), acesta s-a stins din viață la vârsta de 88 de ani, cauza decesului fiind insuficiența cardiacă.
Asteroidul 4258 Ryazanov a fost numit în onoarea sa.

## Filmografie selectivă
Titlurile filmelor sunt preluate din afișele române și din bibliografie
- 1955 Voci de primăvară (Весенние голоса/Счастливая юность)
- 1956 Noapte de carnaval (Карнавальная ночь)
- 1957 O fată fără adresă (Девушка без адреса)
- 1961 Omul de nicăieri (Человек ниоткуда)
- 1962 Balada husarilor (Гусарская баллада)
- 1965 Dați-mi condica de reclamații (Дайте жалобную книгу)
- 1966 Feriți-vă automobilul! (Берегись автомобиля)
- 1972 Bătrânii bandiți (Старики-разбойники)
- 1974 Incredibilele aventuri ale unor italieni în Rusia (Невероятные приключения итальянцев в России)
- 1975 Ironia soartei (Ирония судьбы, или С лёгким паром!)
- 1977 Dragoste și... statistică (Служебный роман)
- 1979 Garajul (Гараж)
- 1982 Gară pentru doi (Вокзал для двоих)
- 1984 Fata fără zestre (Жестокий романс), după romanul omonim a scriitorului Aleksandr Ostrovski
- 1987 Melodie uitată pentru flaut (Забытая мелодия для флейты)
- 1988 Dragă Elena Sergheevna (Дорогая Елена Сергеевна)
- 1991 Paradisul făgăduit (Небеса обетованные) premiul Nika f+r
- 1994 Prezicerea (Предсказание)
- 1996 Salut, caraghioșilor! (Привет, дуралеи!)
- 2000 Hoaște bătrâne (Старые клячи)
- 2000 Mâța blândă zgârie rău (Тихие омуты)
- 2003 Cheia de la dormitor (Ключ от спальни)
- 2006 Andersen. Viața fără iubire (Андерсен. Жизнь без любви/Andersen. Jizn bez liubi)
- 2006 Noapte de carnaval 2, sau 50 de ani mai târziu (Карнавальная ночь 2, или 50 лет спустя)